# 彭丹 (納加市)
彭丹（英語：Pangdan）位於菲律賓中部，是米沙鄢群島中米沙鄢（即第七大區，Region VII）宿霧省那牙市的一個描籠涯。2012年，彭丹的人口估计有3,984人。